# 矢嶋里紗
矢嶋 里紗（やじま りさ、1985年5月1日 - ）は、日本の元女優。本名および旧芸名、石部 里紗（いしべ りさ）。
神奈川県出身。NHK教育『天才てれびくんワイド』てれび戦士（出演期間：1999年4月 - 2000年3月）で知られている。

## 略歴
劇団東俳に入団し、芸能界デビュー。2001年、芸名を矢嶋里紗に改名。

## 出演

### テレビドラマ
- 麻意ちゃん、やさしさをありがとう!（1998年、TBS）
- 氷の世界（1999年、フジテレビ）[3]
- NHKドラマ館 櫂（2000年、NHK総合テレビ）小笠原喜和（少女時代） 役[1][3]
- ドラマ愛の詩 六番目の小夜子（2000年、NHK教育テレビ）クラスメイト 役[1][3]
- 天使が消えた街（2000年、日本テレビ）[3]
- 民放連メディアリテラシー　テレビ探偵団（2000年、日本テレビ）[3]
- 連続テレビ小説 ちゅらさん（2001年、NHK総合テレビ）[3]
- 金曜エンタテイメント TEAMスペシャル2（2001年、フジテレビ）清水里美少女時代 役[3]
- 顔 （2003年、フジテレビ）第1話[3]
- シャドーマン（2001年、NHK総合テレビ）メグ 役[3]
- シナリオ登竜門2001 青と白で水色（2001年、日本テレビ）松井香織 役[3]
- ドラマ愛の詩スペシャル キテレツ（2002年、NHK教育テレビ）[3]
- きみはペット（2003年、TBS）ヨウコ 役（第1話・第5話）[3]

### 舞台
- 劇団東俳自主公演　「白雪姫」[1]

### バラエティ
- 天才てれびくんワイド（1999年4月 - 2000年3月、NHK教育）てれび戦士
- シャドーマン（2002年8月24日、NHK教育） - メグ 役

### ラジオドラマ
- 青春アドベンチャー バッテリー（2000年、NHK FM）[1] 矢嶋繭 役[3]

### CM
- カシオ、スーパーピッキー･トーク（2000年）[3]
- Kanko、スクールウェア（2000年）[3]
- アクセラ、「ポケットカメラ&プリンタであそぶほん」スチール[1]
- 明光義塾（2002年）[3]

### オリジナルビデオ
- フェアリーセクター テントー（2001年）矢嶋里紗／オレンジテントー 役[3]

## 書籍

### 写真集
- 矢嶋里紗デジタル写真集（2001年、MOOVeRECORDS）

## 音楽
- ハッピーマン - 石部里紗の名義で歌われた、奥居香（現：岸谷香）の楽曲のカバー。『天才てれびくん』の歌のコーナー「MTK」で披露された。